# Lê Hạnh
Lê Hạnh (sinh 1924) là một chính khách Việt Nam. Ông từng giữ chức Bí thư Tỉnh ủy Hà Tuyên (nay là Hà Giang và Tuyên Quang) khóa I.

## Thân thế sự nghiệp
Ông sinh ngày 1 tháng 1 năm 1924 tại xã Cẩm Chế, huyện Thanh Hà, tỉnh Hải Dương. Tham gia hoạt động trong phong trào Việt Minh từ tháng 3 năm 1945, ông được kết nạp vào Đảng Cộng sản Đông Dương ngày 15 tháng 8 năm 1946.
Trong sự nghiệp của mình, ông từng giữ các chức vụ: Phó Bí thư Thường trực Tỉnh ủy Tuyên Quang khóa V (1969-1974), khóa VI (1974-1976); Chính ủy Bộ chỉ huy quân sự tỉnh Tuyên Quang, hàm Thượng tá, Bí thư Tỉnh ủy Hà Tuyên khóa I (1977-1979), Phó Bí thư Thường trực Tỉnh ủy Hà Tuyên (1979-1983).
Ông về nghỉ hưu từ ngày 1 tháng 12 năm 1983 và sống cùng gia đình tại phường Phan Thiết, thành phố Tuyên Quang, tỉnh Tuyên Quang.
Ông qua đời lúc 17 giờ 16 phút, ngày 12 tháng 7 năm 2013, hưởng thọ 90 tuổi.

## Khen thưởng
- Huân chương Độc lập hạng Nhì